# (VI.) Henrik német király
(VI.) Henrik, ismertebb nevén Berengár Henrik (németül: Heinrich-Berengar), (1137. – 1150 áprilisa/májusa) német társkirály 1147-től haláláig.

## Élete
III. Konrád német király és Gertrúd sulzbachi grófnő fiaként született. 1139-ben eljegyezték II. Béla magyar király leányával, Zsófiával, de a jegyességet a Borisz fellépése miatt megromlott magyar–német viszony miatt 1146-ban felbontották. 1147-ben apja társuralkodóvá koronázta, a keresztes háború idejére – Stablo-i Wibald apát gyámkodása mellett – rábízta a kormányzást.
1148-ban az erről a hadjáratról hazaérkező VI. Welf lázadást robbantott ki a Hohenstaufok ellen. Míg a közben visszaérkező Konrád betegen feküdt Speyerben, Henrik 1150-ben Flochbergnél győzelmet aratott a lázadó felett, de nem sokkal ezután meghalt. Sírja a lorschi bencés apátságban található.